# Dynamine postverta
Espèce
Dynamine postverta  est une espèce d'insectes lépidoptères de la famille des Nymphalidae, de la sous-famille des Biblidinae et du genre Dynamine . C'est l'espèce type pour le genre. La localité type est le Surinam.

## Description
Dynamine postverta présente un dimorphisme sexuel de couleur. Le dessus des ailes des mâles est vert turquoise clair nacré finement bordé de marron au bord externe des ailes antérieures et sur tout le tour des ailes postérieures avec de quatre taches noires dans les parties discale et postdiscale des ailes antérieures alors que les femelles ont un dessus marron taché et rayé de blanc.
Le revers des ailes antérieures est taché et rayé de blanc, d'ocre, de gris avec des marques bleu métallisé et celui des ailes postérieures est rayé de blanc et d'ocre avec deux gros ocelles foncés cerclés de jaune et pupillés de bleu métallisé.

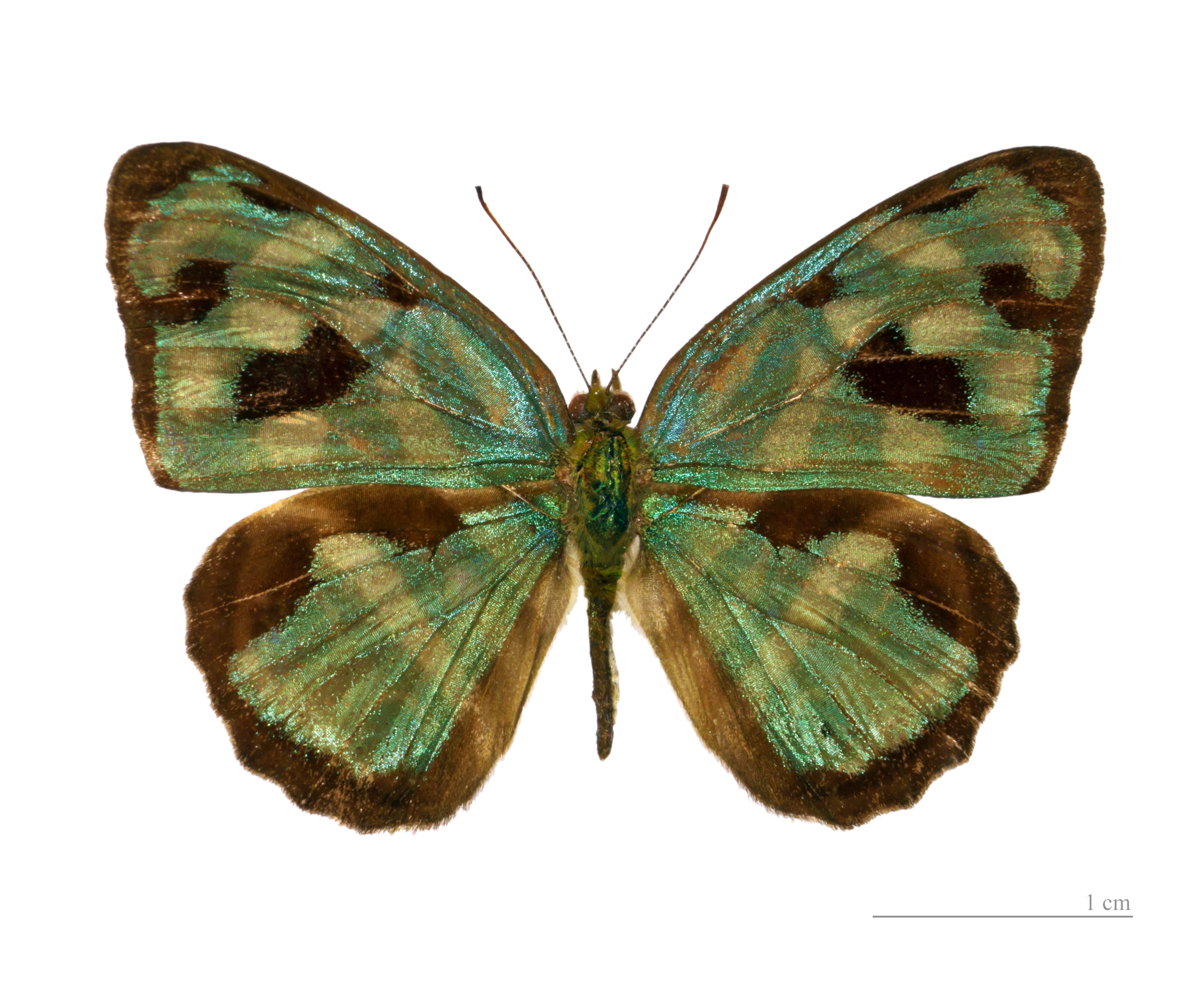
Museum specimen ♂ face dorsale
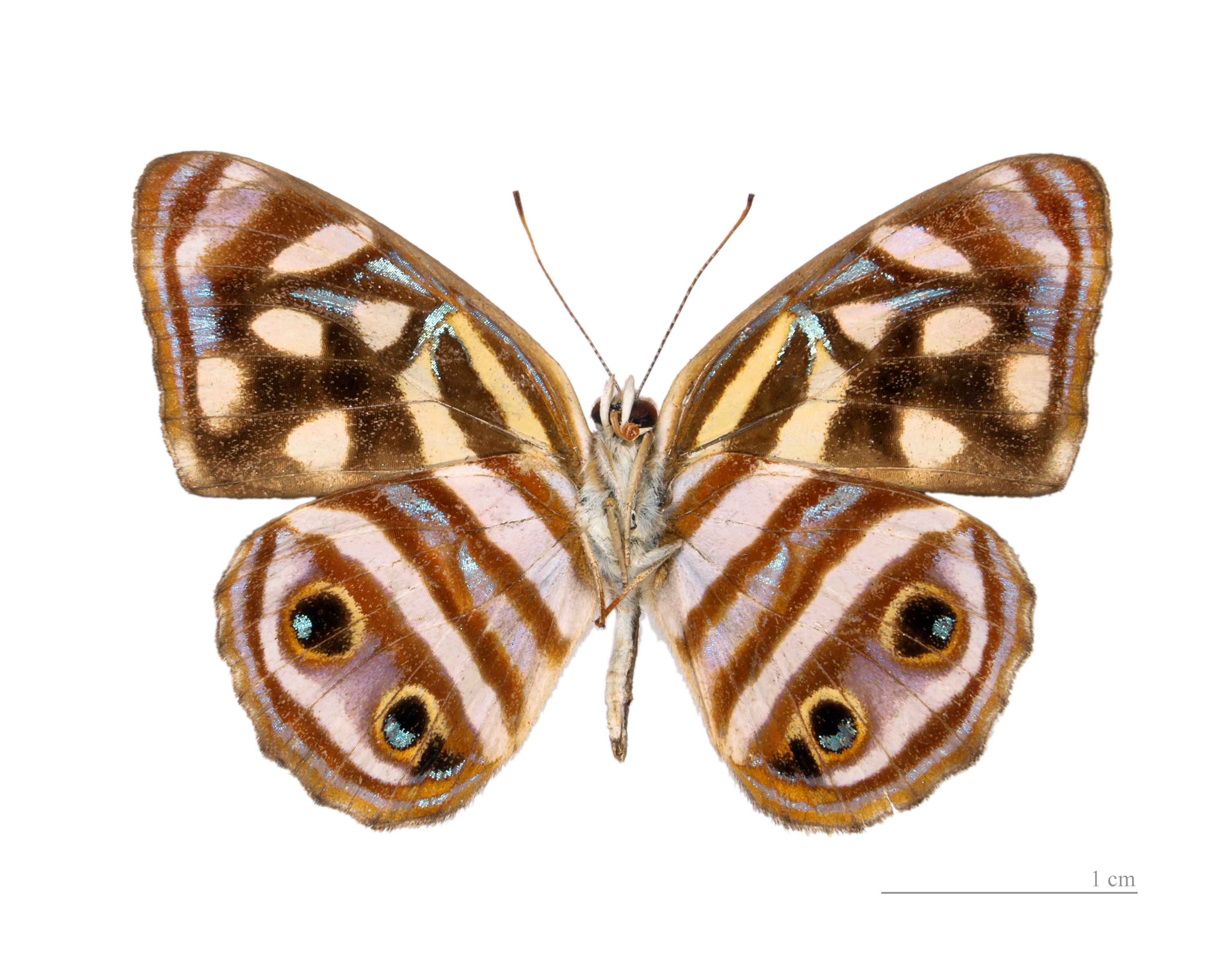
Museum specimen ♂ △ - face ventrale
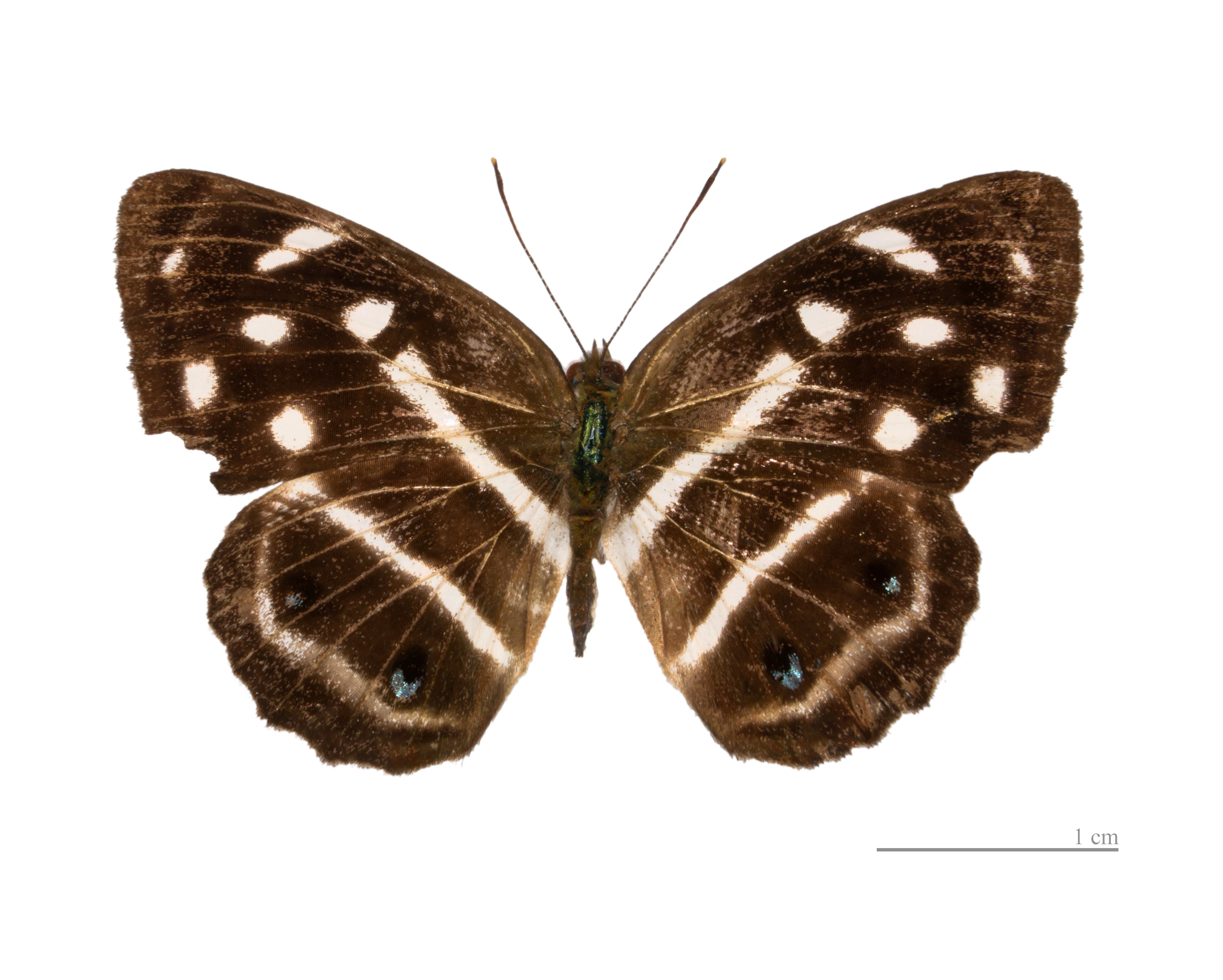
Museum specimen ♂ face dorsale
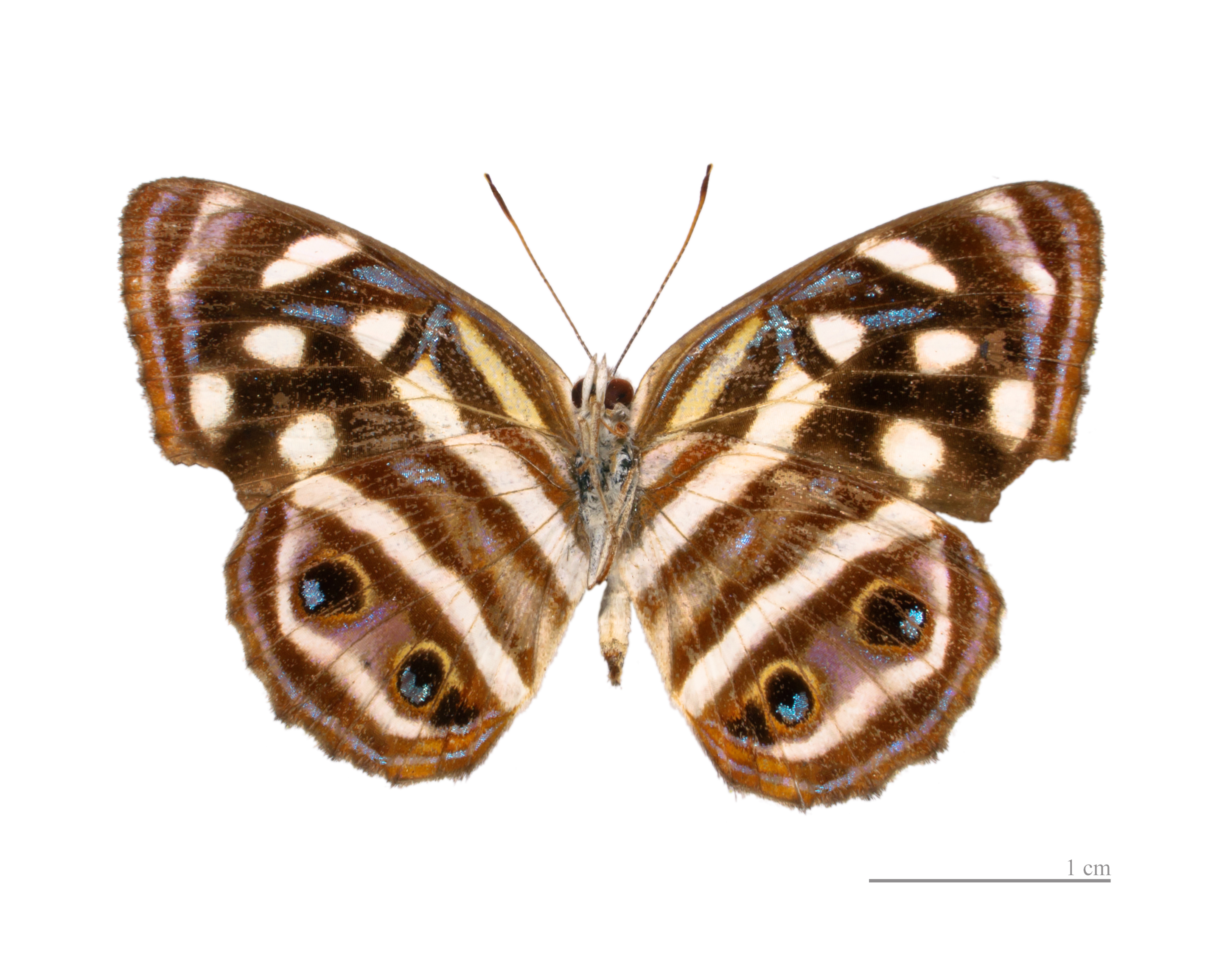
Museum specimen ♂ △ - face ventrale

## Biologie
Les plantes hôtes de sa chenille sont des Euphorbiaceae,du genre Dalechampia 

## Écologie et distribution
Dynamine postverta est présent au Mexique, à Cuba, au Honduras, au Belize, au Brésil et au Surinam,.

## Systématique
Dynamine postverta a été décrit par l'entomologiste hollandais Pieter Cramer en 1780 sous le nom initial de Papilio postverta.

### Synonyme
- Papilio postverta (Cramer, 1780) Protonyme
- Eubagis postverta (Godman & Salvin, 1883) [5]
- Dynamine mylitta mylitta  (Brown & Mielke, 1967)[6]
- Dynamine mylitta (Lewis, H. L., 1974) [7]

### Noms vernaculaires
Dynamine postverta se nomme Mylitta Greenwing  en anglais et Dynamine postverta mexicana Mexican Sailor,.

### Taxinomie
Liste des Sous-espèces 
- Dynamine postverta postverta; présent au Brésil, au Surinam et en Guyane.

Synonymie pour cette sous-espèce
Dynamine mylitta f. uniocellata (Bryk, 1953)
Dynamine mylitta thoenii (Anken, 1998)
- Dynamine postverta mexicane (d'Almeida, 1952); présent au Mexique au Belize et au Honduras

Synonymie pour cette sous-espèce
Dynamine mylitta ab. bipupillata (Röber, 1915)

### Protection
Pas de statut de protection particulier.